# Enrico Paoli
Enrico Paoli (Trieste, 13 gennaio 1908 – Reggio Emilia, 15 dicembre 2005) è stato uno scacchista e compositore di scacchi italiano.
Grande Maestro ad honorem. Organizzatore del Torneo di Capodanno di Reggio Emilia dal 1958, fu collaboratore della rivista L'Italia Scacchistica e autore di numerosi libri e pubblicazioni. Fu a lungo decano dello scacchismo nazionale.

## Carriera scacchistica
Nato a Trieste nel 1908, a quel tempo città dell'Impero austro-ungarico, insegnante, conseguì il titolo di Maestro della FSI nel 1938 e di Maestro Internazionale nel 1951. Nel 1996 la FIDE gli conferì il titolo di Grande Maestro honoris causa.
Paoli fu molto attivo, sia sulla scena scacchistica nazionale come su quella internazionale, per almeno settanta anni, dalla metà degli anni trenta del XX secolo fino ai primi anni del XXI secolo.

Partecipò 18 volte alla finale del Campionato Italiano, vincendo tre volte il titolo: a Venezia nel 1951, Reggio Emilia nel 1957 e Milano nel 1968.
Nel 1975 a Castelvecchio Pascoli vinse il Campionato Italiano a squadre con la formazione di Reggio Emilia.
Vinse i tornei di Venezia 1948, Firenze 1951 e 1952, la prima Coppa Italia nel 1951, Ancona 1956, Imperia 1959, la Gold Cup di Merano del 1974 e 1977, la semifinale del Campionato italiano a Stresa nel 1974. Vinse il Campionato Italiano Seniores a Trento nel 1979 e poi ad Arco nel 1982. 

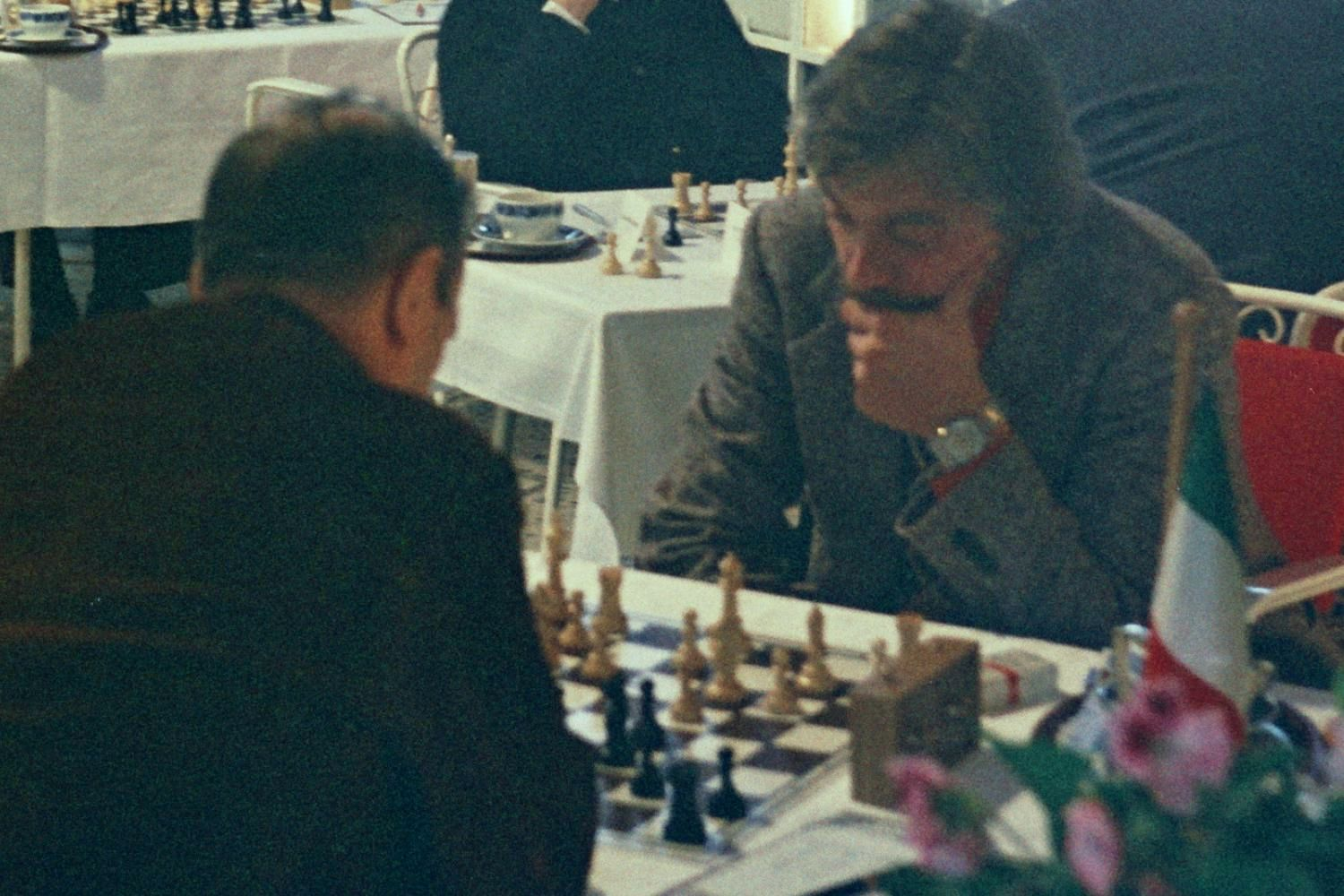
Dortmund 1974: Paoli (di spalle) contro il tedesco Manfred Krause

A livello internazionale, Paoli partecipò al torneo di Venezia 1950, dove vinse la partita contro il vincitore del torneo Aleksandr Kotov. Vinse il torneo di Vienna 1950-51 (senza alcuna sconfitta) e quello di Albena 1971. Vinse anche a Reggio Emilia l'edizione 1968-69 del "suo" torneo a pari merito con Victor Ciocâltea, Ladislav Mista e Ivan Radulov. Rappresentò l'Italia al torneo zonale di Bad Pyrmont nel 1951.
Con la squadra italiana partecipò alle Olimpiadi di Amsterdam 1954 (in prima scacchiera), Siegen 1970, Skopje 1972 e Haifa 1976. Giocò nei match di Venezia 1951, Bled 1953 e Sirmione 1954 contro la Jugoslavia, Venezia 1951 e Vienna 1952 contro l'Austria, Venezia 1951, Losanna 1952, Baveno 1958, Lugano 1962, Como 1969 e Lugano 1974 contro la Svizzera, Sirmione 1954 contro la Spagna, Praga 1957 contro la Cecoslovacchia, Reggio Emilia 1960 contro l'Ungheria. Prese parte alle Clare Benedict Cup del 1953 e del 1955 a Mont Pèlerin, 1956 a Lenzerheide, 1957 a Berna, 1958 a Neuchâtel, 1959 a Lugano, 1960 a Biel, 1961 a Neuhausen. Ha fatto anche parte di rappresentative del Nord Italia contro la squadra di Belgrado nel 1950 a Venezia, contro la Baviera a Wolfratshausen nel 1955 e a Venezia nel 1957, contro la Slovenia nel 1972 a Portorose e nel 1974 a Trieste.
Nel 2004, a novantasei anni, Paoli giocò il suo ultimo torneo: l'Open internazionale di Saint-Vincent. Si spense l'anno successivo, poco prima dei novantotto anni, a Reggio Emilia.

## Partite
Alcune partite di Paoli contro forti avversari, trascritte in notazione algebrica italiana
Alexander Kotov - Enrico Paoli (Venezia, 1950)   v. partita online

1. d4 d5 2. c4 e6 3. Cc3 c6 4. e3 Cf6 5. Cf3 Cbd7 6. Ad3 Ae7 7. O-O O-O
8. b3 b6 9. Ab2 Ab7 10. De2 Tc8 11. Tfd1 Dc7 12. Tac1 Db8 13. e4 dxe4
14. Cxe4 Cxe4 15. Dxe4 g6 16. Dg4 Af6 17. Tc2 Tcd8 18. Ac1 c5 19. Ah6 Tfe8
20. Ae4 Axe4 21. Dxe4 cxd4 22. Cxd4 Cc5 23. Dg4 Axd4 24. Txd4 De5 25. Td1 De4
26. h3 Dxc2 27. Txd8 Txd8 28. Dg5 Td1+ 29. Rh2 Dxf2 30. De7 Dg1+ 31. Rg3 Td3+ 0-1
Boris Spasskij - Enrico Paoli (Dortmund, 1973)

1. d4 d5 2. c4 c6 3. Cf3 Cf6 4. Cc3 e6 5. Ag5 h6 6. Axf6 Dxf6 7. Db3 dxc4
8. Dxc4 Cd7 9. e3 g6 10. h4 Ag7 11. O-O-O O-O 12. h5 g5 13. Ad3 De7 14. Ac2 e5
15. Rb1 exd4 16. exd4 Cf6 17. Ce5 Ae6 18. Dd3 Tfd8 19. Ce4 Cxe4 20. Dxe4 f5
21. Df3 Axe5 22. dxe5 Txd1+ 23. Txd1 Td8 24. Txd8+ Dxd8 25. Ab3 Axb3
26. axb3 Da5 27. De3 Rf7 28. g3 Re6 29. f4 g4 30. Dd4 De1+ 31. Rc2 De2+
32. Rc3 De1+ 33. Rc2 De2+ 34. Dd2 Dxd2+ 35. Rxd2 a5 36. Rc3 Rd5 37. b4 axb4+
38. Rxb4 b6 39. b3 Re6 40. Rc4 Rd7 41. b4 Re6 1/2-1/2

## Libri ed altre pubblicazioni
- Strategia e tattica sulla scacchiera, Rovigo, s.n. 1953. (Nelle successive edizioni Strategia e tattica nel gioco degli scacchi. Milano, Mursia, 2007. ISBN 978-88-425-3859-2)
- Quinto torneo scacchistico internazionale di Venezia: 8-23 ottobre 1953, Reggio Emilia, Tipografia Sociale.
- Studi in onore di Enrico Paoli, Firenze, Le Monnier, 1956.
- 54 Studi scacchistici (1947-1957), Reggio Emilia, 1959.
- Secondo torneo scacchistico internazionale: Venezia, 21-X - 5-XI 1967, Reggio Emilia, Tipografia Ars nova.
- 96 Studi scacchistici, Reggio Emilia, 1983.
- L'arte della combinazione scacchistica, Milano, Mursia, 1986.
- Giocare bene per giocare meglio, Milano, Mursia, 1987.
- Il finale negli scacchi, Milano, Mursia, 1988.